# Natuurpark Barranco del Río Dulce

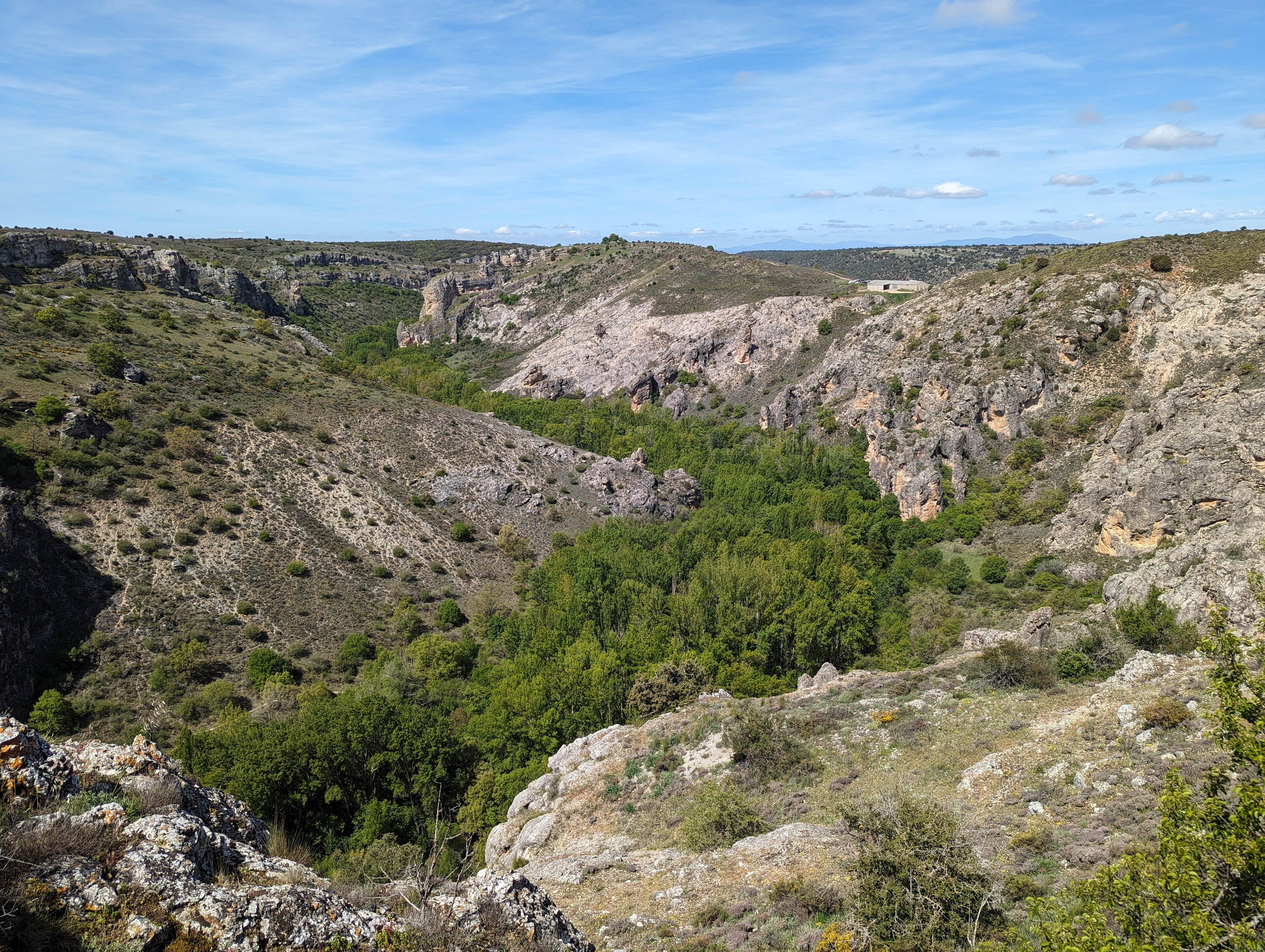

Het Natuurpark Barranco del Río Dulce (Spaans: Parque natural del Barranco del Río Dulce) is een natuurpark in Castilië-La Mancha in Spanje. Het natuurpark werd opgericht in 2003 en is 8348 hectare groot. Het natuurpark omvat het kloofdal van de Río Dulce. In het park komt vale gier, aasgier, otter voor.